# Гољаска (Ђурђу)
Гољаска (рум. Goleasca) насеље је у Румунији у округу Ђурђу у општини Букшани. Oпштина се налази на надморској висини од 93 m.

## Становништво
Према подацима из 2002. године у насељу је живело 534 становника, од којих су сви румунске националности.